# 1268-as busz
Az 1268-as jelzésű autóbuszvonal távolsági autóbuszjárat Budapest és Pannonhalma között, melyet a Volánbusz Zrt. lát el.

## Közlekedése
A járat Budapestet és Pannonhalmát köti össze. Menetideje Pannonhalma felé 2 óra 20 perc, Budapest felé 2 óra 25 perc.
A járat külön rendeletre közlekedik.

## Megállóhelyei
| 0 | Budapest, Népliget autóbusz-pályaudvar végállomás | 2 | 1, 1A 83 254E 901, 914, 914A, 918, 950, 950A 607, 608, 626, 627, 628, 629, 630, 631, 632, 633, 635, 636, 650, 653, 654, 655, 656, 657, 659, 660, 661, 679, 705 1080, 1081, 1085, 1087, 1090, 1092, 1094, 1110, 1111, 1113, 1115, 1120, 1121, 1125, 1131, 1134, 1136, 1172, 1173, 1174, 1175, 1176, 1177, 1183, 1184, 1185, 1188, 1189, 1190, 1191, 1193, 1194, 1201, 1204, 1205, 1212, 1215, 1216, 1229, 1251, 1253, 1254, 1257 | Népliget autóbusz-pályaudvar Népliget Planetárium, Groupama Aréna |
| 1 | Győr, autóbusz-állomás                            | 1 | 1, 1A, 1B, 2, 2B, 11, 16 1507, 1563, 1592, 1620, 1631, 1639, 1702, 1706, 1707, 1708, 1709, 1710, 1711, 1712, 1714, 1715, 1717, 1721, 1794, 1822, 1826, 1850, 1852 7002, 7003, 7004, 7005, 7007, 7008, 7010, 7012, 7013, 7014, 7019, 7020, 7021, 7022, 7023, 7024, 7025, 7030, 7031, 7032, 7033, 7034, 7035, 7036, 7037, 7038, 7040, 7041, 7042, 7043, 7044, 7046, 7047, 7048, 7049, 7050, 7051, 7052, 7053, 7054, 7055, 7056, 7057, 7058, 7059, 7060, 7061, 7063, 7065, 7068, 7069, 7070, 7071, 7072, 7073, 7074, 7075, 7077, 7079, 7080, 7082, 7083, 7084, 7085, 7086, 7087, 7088, 7090, 7091, 7098, 7099, 7105, 7212, 7914 S10, G10, gyorsított személyvonat, személyvonat, sebesvonat, EuroRegio, Tanúhegy sebesvonat, Helikon InterRégió, InterRégió, Arrabona InterCity, Tűztorony, Ikva, Lővér, Kékfrankos, Magnet Bank, Scarbantia, Soproni Közgáz InterCity, Savaria InterCity, Mura nemzetközi InterCity, Dráva nemzetközi InterCity, RegioJet, Railjet Xpress, Kálmán Imre EuroNight, Csárdás, Lehár, Liszt Ferenc és Semmelweis EuroCity, Advent EuroCity, Hortobágy EuroCity, Transilvania-Szamos EuroCity, Dacia-Corvin nemzetközi gyorsvonat |                                                                   |
| 2 | Pannonhalma, vár főkapu végállomás                | 0 | 7017, 7030 | Pannonhalmi Bencés Főapátság                                      |